# أرديل

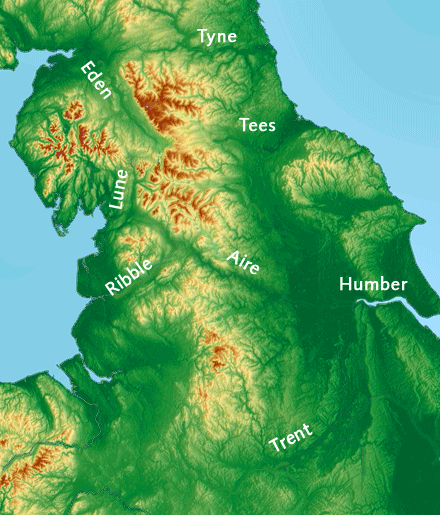
موقع منطقة أرديل من شمال إنجلترا

أَرْدِيلُ هي منطقة جغرافية تقع بمقاطعة يوركشاير بشمال إنكلترا، وهي تمثل حوض نهر آر.